# Лоренц Кройц
Лоренц Кройц (на шведски: Lorentz Creutz) е шведски адмирал, барон, административен управител на лен Обо и Бьорнебори (1649) и лен Копарбери (1655-1662).
Лоренц Кройц започва кариерата си в „Шведския съвет за минно дело“. Скоро след това заема ключови административни позиции, като е управител на няколко бивши лени, а през 1673 година става кралски съветник.
Кройц е и началник на вещерска комисия, която осъжда на смърт 15 жени от Мура през август 1669 година.
Въпреки че няма никакъв опит в морското дело, по време на избухването на Сконската война, през 1675 година е назначен за върховен главнокомандващ на шведския флот. Повереният му флагмански кораб „Короната“ (на шведски: Kronan) е разрушен и потопен в битката при Йоланд в резултат на некомпетентна маневра. В резултат Лорнец Кройц загива, заедно с около 850 души екипаж. Тялото му е открито и индентифицирано по личния печат на Кройц, намерен в джобовете на дрехите.
От 1639 година Лорен Кройц е женен за баронеса Елса Дувал, от която има три деца.